# Microsoft Office 2004 for Mac
Microsoft Office 2004 for Mac este o suită Office dezvoltată pentru sistemul de operare Mac OS X. Este disponibil din 11 mai 2004.

## Ediții
Este disponibil în 3 ediții:
- Standard
- Professional
- Student and Teacher